# Vuurtoren van Saint-Valery-sur-Somme
De vuurtoren van Saint-Valery-sur-Somme is een vuurtoren in de in het Franse departement Somme gelegen stad Saint-Valery-sur-Somme.
De vuurtoren bevindt zich aan de noordzijde van het jaagpad langs de gekanaliseerde Somme bij de monding aan de Baai van de Somme.
De eerste vuurtoren werd gebouwd in 1893, maar deze werd door oorlogsgeweld verwoest in 1944. Tegenwoordig bevindt zich hier een automatisch lichtbaken van 6 meter hoogte.